# 国立高雄師範大学
国立高雄師範大学（こくりつたかおしはんだいがく、國立高雄師範大學、National Kaohsiung Normal University）は、台湾高雄市に位置する。大学の略称は高師大。前身は1954年に開校した高雄女子師範学校であり、女性教師養成を担う大学であった。1967年に共学化され、
教育、文、理、芸術、科技などの5つの学院（学部）と19の学科、33の設置の研究所（大学院）を設け、中等教育を担当する教員育成に主眼を置いているが、外国人留学生を対象にした中国語教育機関である言語と文化教育研究センターも設置されている。
当初は学費は完全公費制を採用し、学生は卒業後教員として任官する義務を有していたが、1994年に師資培育法の公布により公費制度の見直しが行われ、一部の学生を除いては公費制度は行わなくなっている。師資培育法により一般大学でも教員育成が可能となった現在、師範大学では新たに科学技術学院を設置し、総合大型大学への転換を模索している。

## 交通アクセス
- 高雄メトロ文化中心駅
- 高雄市バス
  - 捷運文化中心站
    - 77
    - 82
    - 168E
    - 248
    - R21

  - 師範大学（和平校区)
    - 72A
    - 72B
    - 82
    - R21区

  - 高雄文化中心
    - 52A
    - 52B
    - 72A
    - 72B
    - 82
    - 168W
    - 248
    - R21
    - R21区

## キャンパス
- 和平キャンパス
- 燕巣キャンパス

## 歴史
| 年     | 月日 | 事跡                           |
| ------ | ---- | ------------------------------ |
| 1954年 | -    | 「高雄女子師範学校」として開校 |
| 1967年 | 8月  | 「台湾省立高雄師範学院」と改称 |
| 1980年 | -    | 「国立高雄師範学院」と改称     |
| 1989年 | -    | 「国立高雄師範大学」と改称     |

## 組織
| | |
| - 教育学院 - 教育学系および研究所 - 特殊教育学系および研究所 - 体育学系および研究所 - 事業経営学系および研究所 - 成人教育研究所 - 輔導復健諮商研究所 - 情報教育研究所 - ジェンダー教育研究所 - 聴力学言語治療研究所 - 人材知識管理研究所 - 理学院 - 数学系および研究所 - 化学系および研究所 - 物理学系および研究所 - 生物科技系および生物化学研究所 - 科学環境教育研究所 - 科学技術学院 - 工業科学教育学系および研究所 - 応用工業デザイン学系および研究所 - 光電通訊信号工程学系および研究所 - 応用電子工程学系および研究所 - ソフトウェア情報工学系および研究所 | - 文学院 - 国文学系および研究所 - 英文学系および研究所 - 地理学系および研究所 - 台湾の歴史文化言語研究所 - 中国語の外国語教授学研究所 - 中国語の経学研究所 - 台湾の客家文化研究所 - 芸術学院 - 音楽学系および研究所 - 美術学系および研究所 - 視覚設計学系および研究所 - 学際的な芸術研究所 - 進修推廣学院 - 学術教育研究センター - 常識教育研究センター - 教職養成研究センター - 言語と文化教育研究センター - 専門研究サービスセンター - 科学教育研究センター - 成人教育研究センター - 特別な教育研究センター - 教職の教材開発研究センター - 学生のメンタルカウンセリング研究センター - 創意・文化的なデザインの産学研究センター - コンピュータ·情報研究センター - 革新的な産業育成研究センター - 環境試験研究センター |

## 国際姉妹校
| | |
| 日本 - 法政大学（ほうせいだいがく） - 桜美林大学（おうびりんだいがく） - 岩手大学（いわてだいがく） - 三重大学（みえだいがく） - 大阪教育大学（おおさかきょういくだいがく） - 法政大学 - 新潟大学 - 兵庫教育大学 - 山口大学 - 滋賀大学 | 国外 - 北京師範大学（中華人民共和国） - 上海師範大学（中華人民共和国） - 東北師範大学（中華人民共和国） - 華東師範大学（中華人民共和国） - 陝西師範大学（中華人民共和国） - 中国人民大学（中華人民共和国） - 曁南大学（中華人民共和国） - 翰林大学校（韓国） - 東国大学校（韓国） - 東亜大学校（韓国） - 大邱教育大学校（韓国） - ジョージア・サウスウェスタン州立大学（米国） - オタワ大学（カナダ）(University of Ottawa) - インスティチュート・オブ・エデュケーション（イギリス） - ローハンプトン大学（イギリス） - チェコ工科大学（チェコ） - カーティン大学（オーストラリア） - シドニー大学（オーストラリア） |

## 主要な出身者
中国語のリスト
- 楊麗環 - 立法委員
- 羅志明 - 立法委員
- 郭添財 - 立法委員
- 許智傑 - 立法委員

## 附属学校等
- 国立高雄師範大学附属高等学校